# Teoria quantitativa da moeda
A teoria quantitativa da moeda é uma das duas principais teorias que analisam o equilíbrio da economia do lado monetário (a outra visão é a keynesiana, que introduz o motivo especulação). Ela defende que o nível dos preços é determinado pela quantidade de moeda em circulação e pela sua velocidade de circulação.

## Contexto histórico
Uma das primeiras citações sobre o tema é um artigo chamado Monetae cudendae ratio, de Nicolau Copérnico; A Teoria Quantitativa da Moeda ganha destaque durante o século XVIII, um período marcado pela profunda crise política da Inglaterra devido as suas participações em longas guerras como a Guerra da Sucessão Austríaca (1741-1748), a Guerra Colonial travada contra França e Espanha (1754-1763). Foi durante esse período que o inglês David Hume começa a fazer suas primeiras postulações acerca da Teoria Quantitativa da Moeda, especialmente em seu ensaio Of Money de 1752. 
A Teoria Monetária segue seu curso de desenvolvimento no século seguinte, agora sobre a influência do debate travado em relação ao controle da emissão de papel-moeda, num período de grandes transformações sociais e políticas de uma Inglaterra que vinha de longas guerras contra a França e se vê na iminência do perigo da inflação.
Um importante contribuinte para a teoria monetária acaba sendo o inglês John Maynard Keynes, que teve contribuições importantes entre a última década do século XIX e a primeira do século XX, num período de crescimento conhecido como Belle Époque, que perdurou até o início da Primeira Guerra Mundial, que após seu termino, deixou um mundo com preços instáveis e constantes crises econômicas, a inflação era um problema grave, e isso influencia Keynes e fazer suas principais contribuições relacionadas ao assunto.

## Os primórdios da Teoria Monetária
A teoria monetária tem como ponto de partida os princípios da Teoria Quantitativa da Moeda de David Hume, onde uma variação no número de unidades de moeda em circulação teria efeito proporcional sobre todos os preços expressos em termos da mesma unidade monetária. Outra hipótese levantada por Hume foi a que ficou conhecida como hipótese da neutralidade da moeda, que consistia no fato de que, dada mudança no estoque de moeda, não haveria efeito real nenhum sobre a economia. Para Hume a teoria quantitativa é válida como uma condição de equilíbrio no longo prazo, porém, no curto prazo, enquanto a oferta da moeda se aumenta, é possível produzir um estímulo real no nível de atividade econômica.
Entretanto, devido a longas guerras travadas entre Inglaterra e França, surge uma necessidade anormal do governo de gerar moeda e crédito, fomentando o debate sobre assuntos monetários com foco voltado principalmente para as dificuldades sentidas pelas autoridades responsáveis pelo controle da moeda, pois era iminente na Inglaterra daquele período o perigo da inflação, associado diretamente a possibilidade de emissão excessiva de papel-moeda. Toda essa controvérsia foi fundamental para o aprimoramento e desenvolvimento da moderna teoria monetária britânica, e esse debate viria a ganhar bastante vigor no decorrer da primeira década do século XIX, quando, em várias ocasiões, o valor cambial da libra, em termos do ouro, deteriorava-se.

### Críticas e contribuições - John Maynard Keynes
Acerca da visão de Keynes podemos começar por exaltar um distanciamento do conceito original da teoria quantitativa da moeda. Assim é resgatado a ideia de que a estabilidade no nível geral dos preços seria dada por meio da igualdade entre investimentos e poupanças e não a variação na quantidade de moeda. Mas mais além disso, em seu livro, The General Theory of Employment, Interest, and Money (1936), ele descreve que, o nível geral dos preços seria determinado assim como os preços individuais, por meio da oferta e demanda.
Keynes faz uma definição entre deflação e desvalorização para demonstrar sua diferença. Dessa forma, deflação é definido como uma política de redução da razão entre a base monetária e seu poder de compra, assim o valor da moeda aumenta em relação ao ouro. Por outo lado, desvalorização seria estabelecer um valor vigente da moeda, sem se preocupar com seu valor anterior.
Dessa forma a oferta dos produtos é definida por nível de salários, capacidade das unidades de produção e mão de obra, estado do mercado e concorrência. Já a demanda é definida pelas decisões dos empresários, que determinam a renda dos produtores tomados individualmente, e as decisões desses indivíduos quanto à disposição a receber essa renda determinam as condições demandadas. Assim, os preços aparecem como resultado sem estarem ligados a quantidade de moeda.
Quantidade de moeda determina a oferta dos recursos líquidos, consequentemente a taxa de juros, e junto com confiança no estado da economia elevam o estimulo a investir, que por sua vez fixa o nível de equilíbrio da renda, produção e emprego, assim como o nível geral dos preços através das influencias da oferta e da demanda assim estabelecidas.
Portanto, ao abandonar a Teoria Quantitativa da Moeda no decorrer dessas fases, Keynes atingiu em sua publicação de 1936 uma nova formulação, em que a moeda passa a obter um papel secundário e o nível geral de preços passa a ser definido pelos níveis das taxas e pelos salários, mais especificamente pela relação oferta e demanda. A oferta de moeda é determinada pelo sistema bancário, quando a demanda cresce há um aumento na velocidade de circulação da moeda, à medida que a força monetária é transferida de entesouramento para circulação ativa. E caso o sistema bancário não atender a essa maior necessidade, aumentando a quantidade de moeda, a demanda por moeda provocará a elevação no nível de juros, o que obrigará a velocidade de circulação da moeda a subir o quanto for necessário. Assim, quando os agentes econômicos forem trocar sua moeda pelo rendimento elevado dos títulos públicos, por exemplo, a principal determinante do nível das taxas de juros são as expectativas. Desse modo, está incluso um elo entre o passado e o futuro incerto. 

## A equação quantitativa da moeda
A relação entre o nível de preços e a quantidade de moeda em circulação é expressa pela equação quantitativa da moeda:
Esta equação "revela simplesmente que, ao multiplicar a quantidade de moeda M pela velocidade V com que ela cria renda, teremos a própria renda nominal Py. Neste sentido, é uma tautologia ou truísmo (uma verdade em si mesma), que decorre simplesmente da maneira como a definimos. Ou seja, uma identidade contábil. Passa a ser uma teoria monetária quando estabelecemos hipóteses teóricas sobre o comportamento das variáveis (se V é ou não constante, se y está ou não a pleno emprego etc)." (Vasconcellos, 2001, p. 299).

### Quantidade de moeda
Na equação quantitativa da moeda, M representa os meios de pagamento.

### Velocidade da moeda
Na equação quantitativa da moeda, V é a velocidade de circulação da moeda (não observável). Também chamada de velocidade-renda da moeda, é a frequência média em que a unidade monetária é gasta num certo período de tempo, isto é, a quantidade de "giros" que ela dá durante um período determinado, criando renda. É o inverso do coeficiente marshalliano (k é a retenção de moeda, enquanto V é a utilização da moeda, em relação à renda nacional)..
No curto prazo a velocidade da moeda é constante, tal que, a equação quantitativa expressa a relação de proporcionalidade entre o estoque da moeda e o nível de preço, porque o produto também é constante, tal que:
MV = Py; o que implica que: P = MV/y

### Nível de preços (P)
Na equação quantitativa da moeda, P é o nível de preços juntamente com o dinheiro.

### Produto real da economia (y)
Na equação quantitativa da moeda, Y é o produto real da economia.

### Um exemplo
Sejam M = R$ 60 mil e Py (ou seja, o fluxo de renda nacional nominal) = R$ 1,440 milhões. Isso significa que a moeda circulou 24 vezes no decorrer do ano para criar R$ 1,440 milhões de renda. Isso mostra que, para gerar R$ 1,440 milhões de renda num ano, não são necessários R$ 1,440 milhões em moeda (ou em meios de pagamento), dado que o estoque de dinheiro circula, passando de mão em mão, gerando renda nesse processo.

## Pressupostos
A teoria baseia-se nos seguintes pressupostos:

### Causalidade
o nível de preços é determinado pela quantidade de moeda em circulação, multiplicada pela velocidade da moeda (que é quase uma constante pela hipótese 2)

### Velocidade de Circulação Estável ou Previsível
Segundo VASCONCELLOS (2001, p. 299), "na teoria clássica, V é considerado relativamente estável ou constante a curto prazo, já que depende de alguns parâmetros que se modificam lentamente, tais como hábitos da coletividade (quanto maior a utilização de cheques e cartões de crédito, menor a necessidade de reter moeda) e o grau de verticalização da economia (por exemplo, quando a Ford comprou a Philco, diminuiu sua necessidade de manter moeda em caixa, dado que as operações entre Ford e Philco passaram a ser meramente contábeis, no âmbito do próprio grupo). Por raciocínio análogo, a terceirização também afeta a velocidade da moeda." (grifo do autor).

### Neutralidade da moeda
A quantidade de moeda não afeta a produção de uma economia (y) de forma permanente – ou seja, um aumento da quantidade de moeda pode gerar um aumento da produção real no curto prazo, mas esse efeito não é permanente.

### Exogeneidade da moeda
A Autoridade Monetária tem total controle sobre a oferta de moeda porque controla M e, como V é estável ou previsível, pode com M contrabalançar os movimentos de V e controlar o lado esquerdo da Equação de Trocas.

## O processo cumulativo de Wicksell
Assumindo que toda poupança é depositada nos bancos e que todo investimento é financiado por eles e que estes emprestam somente para financiar investimento, e ainda que o pleno emprego prevalece tal que mudanças na demanda agregada afetam preços mas não o produto real, podemos definir formulas referentes a teoria quantitativa da moeda. 
Assim considerando I = investimento, S = poupança, i = taxa de juros de empréstimo, r = taxa de juros natural, Ld = demanda por crédito, Ls = oferta de crédito, E = excesso de demanda agregada, dD/dt = mudança no estoque de depósitos sujeitos a cheque, dP/dt = mudança no nível de preços, di/dt = mudança na taxa de mercado.  
- Referente ao equilíbrio entre poupança e investimento com a queda da taxa de juros, onde a é o hiato poupança-investimento referente à taxa. 
- I – S = a(r - i)

- Investimento maior que a poupança é igual novos depósitos sujeitos a cheque criado para financiá-los através de empréstimos.
- dD/dt = I – S

- Novos depósitos, gastos imediatamente, transbordam no mercado e assim sustentam o excesso de demanda.
- dD/dt = E

- O excesso de demanda aumenta os preços, onde b é o fator de proporção entre o excesso de demanda e o aumento dos preços.
- dP/dt = bE

- Variação de preços e crescimento de depósitos são resultado da diferença entre a taxa de juros e a taxa natural.
- dP/dt = ab(r – i)

- dD/dt = a(r – i)

- Com o aumento da taxa de juros, na proporção da taxa de mudança de preços, sendo g esse fator de proporcionalidade.
- Di/dt = gdP/dt

- Di/dt = gab(r – i)

## Efeitos da política monetária
Supondo uma política monetária expansionista e uma velocidade-renda da moeda constante a curto prazo, o efeito de um aumento da oferta de moeda sobre a inflação dependerá de a economia estar ou não com recursos desempregados.
Se a economia estiver com recursos plenamente empregados, o aumento de M provocará apenas um aumento no nível geral de preços (já que V é constante e y é constante em pleno emprego, para que a equação MV=Py valha, um aumento em M só pode alterar P). Esta é a versão original da Teoria Quantitativa da Moeda.
"Se a economia estiver com recursos desempregados, então é possível que a expansão monetária estimule a produção agregada y, sem necessariamente aumentar os preços." (Vasconcellos, 2001. p. 301) Para os monetaristas, liderados por Milton Friedman, que retomam seu emprego a partir da década de 1950, a moeda conseguiria induzir um crescimento do produto apenas no curto prazo, gerando, no longo, apenas inflação. 